# Sàssula
Sàssula va ser una ciutat del Latium propera a Tibur, de la que n'era una dependència.
Només la menciona Titus Livi, que explica que l'any 354 aC els romans la van prendre als tiburtins. Abans devia ser independent però poc important. Les ruïnes les formen únicament unes restes de muralles (no molt grans).